# 袋井用水
袋井用水（ふくろいようすい）は、徳島県徳島市鮎喰町の農業用水を供給している用水路。
徳島県指定文化財史跡。とくしま市民遺産選定。

## 地理
徳島県徳島市鮎喰町2丁目に水源地がある。国道192号の上鮎喰橋の近くにある鮎喰川の支流であった伏流水の水源地を掘り起こして築かれた。また袋井用水は桜の名所でもあり、水際にソメイヨシノが植わっている。

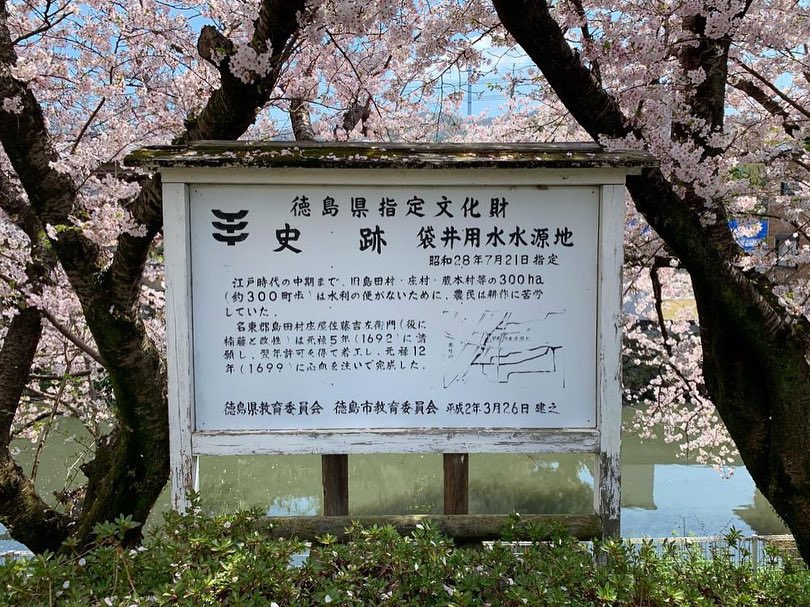
現地の説明版
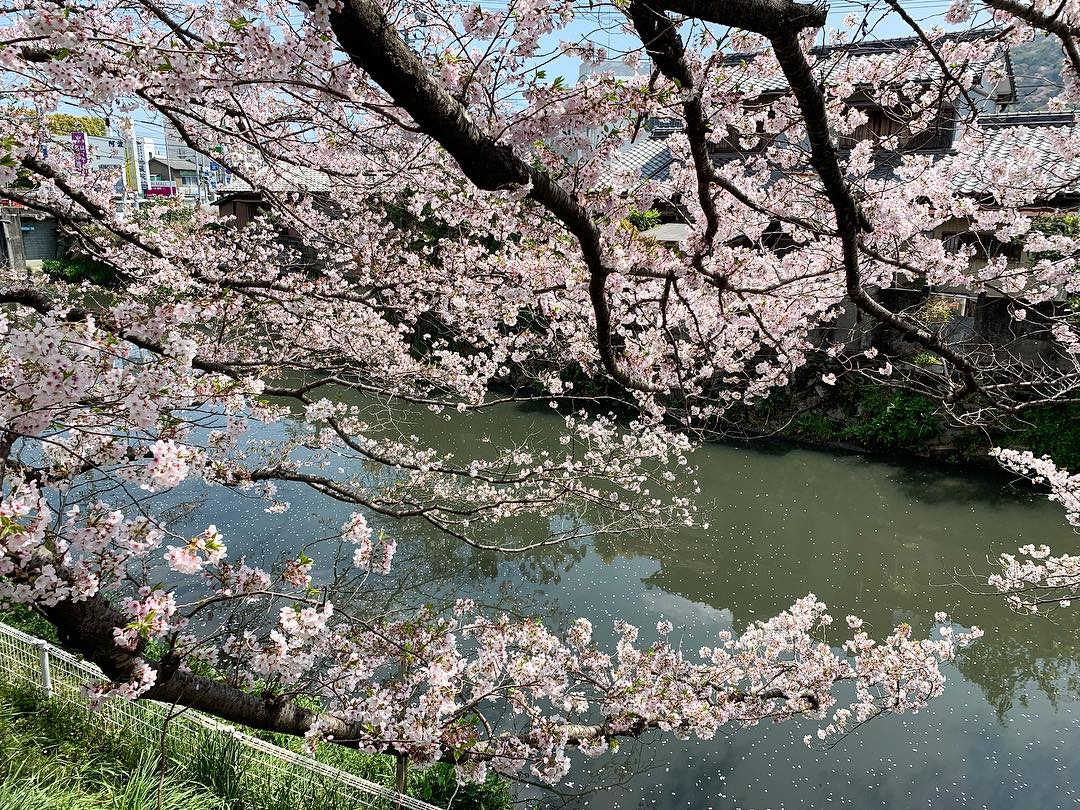
用水とソメイヨシノ

## 歴史
鮎喰川の本流は眉山麓に流れていたが、城下が洪水に襲われるというのでこれをせき止め、堤防（蓬庵堤）を築き、支流のひとつ（現在の鮎喰川）を本流とした。
その為に用水路が必要となり、元禄5年（1652年）に名東郡島田村の庄屋・楠藤吉左衛門（1652年 - 1724年）は島田村・蔵本村・庄村3か村の新田開発を図るため旧佐吉川筋に幅10間 (18 m)・延長200間 (360 m) の用水路開削に着手し、1699年（元禄12年）に吉左衛門が古い鮎喰川の支流の一つの伏流水を掘り当てた。
その後は子の楠藤善平、孫の楠藤繁左衛門によってさらに拡充された。
昭和28年（1953年）7月21日に袋井用水水源地が徳島県指定文化財に指定されている。

## 流域の自治体
- 徳島県徳島市

## 交通
- 徳島市営バス上鮎喰行き「上鮎喰」下車すぐ。